# Eerste Barbarijse Oorlog
De Eerste Barbarijse Oorlog had plaats van 1801 tot 1805 en ging tussen de Verenigde Staten en verschillende Noord-Afrikaanse moslimstaten, die bekendstonden onder de naam Barbarije. Deze staten waren het sultanaat Marokko en Tripoli. Tripoli was semi-zelfstandig, maar maakte formeel onderdeel uit van het Ottomaanse Rijk.

## Aanloop
Tripoli, Tunis en Algiers waren al vanaf de 16e eeuw belangrijke uitvalbases voor de Barbarijse zeerovers. Zij overvielen handelsschepen en vroegen losgeld voor de bemanning of verkochten deze in slavernij. Dit leverde veel welvaart op voor de moslimstaten. De handel in de regio werd daardoor wel ernstig belemmerd.
De piraten vielen ook Amerikaanse schepen aan. Tijdens de jaren van de Amerikaanse Onafhankelijkheidsoorlog werden de Amerikaanse schepen beschermd door een verdrag dat de Verenigde Staten met Frankrijk had gesloten. Daarin beloofde Frankrijk dat er zou worden opgetreden tegen gemeenschappelijke vijanden. Aan deze bescherming kwam echter rond 1783 een einde en de piraten begonnen daarop Amerikaanse schepen aan te vallen.
Het eerste schip dat werd aangevallen was de Betsey. Op 11 oktober 1784 vielen Marokkaanse piraten het schip aan en namen dat in. Door bemiddeling van Spanje kwam de bemanning uiteindelijk vrij. De Spaanse overheid adviseerde de Verenigde staten om een akkoord met de Barbarijse staten te sluiten. Thomas Jefferson, de Amerikaanse ambassadeur in Frankrijk, stuurde diplomatieke missies naar Algerije en Marokko om een verdrag te sluiten. Op 23 juni 1786 sloot Marokko als eerste staat een akkoord met de Amerikanen waarin zij beloofde Amerikaanse schepen met rust te laten. Met Algerije was het een stuk lastiger om een afspraak te maken. Algerije had op 25 juli 1785 de Amerikaanse schepen Marija en Dauphin in beslag genomen. De vier Barbarijse staten eisten een gemeenschappelijke genoegdoening van $660.000. Het gezantschap had slechts $40.000 tot hun beschikking en zodoende kwam het niet tot een akkoord. De bemanning van de Maria en Dauphin bleven meer dan tien jaar in gevangenschap. Snel daarna werden meerdere andere schepen in beslag genomen.
In maart 1785 gingen Thomas Jefferson en John Adams samen naar Londen voor een ontmoeting met Sidi Haji Abdul Rahman Adja, de ambassadeur van Tripoli. Deze liet weten dat volgens de Koran iedereen die niet geloofde in de Profeet een zondaar was en dat het dus was toegestaan om hem gevangen te nemen en van zijn bezit te ontdoen. Jefferson deed verslag van het gesprek bij John Jay, de Amerikaanse minister van Buitenlandse Zaken. Jefferson was zelf geen voorstander van het betalen van losgeld, omdat dat alleen maar tot nog meer kapingen zou leiden. Adams was het met hem eens, maar vond dat het door de omstandigheden niet anders kon. De Verenigde Staten hadden net een langdurende en uitputtende oorlog achter zich en tijd nodig om een eigen marine op te bouwen. Jeffersons eigen Democratisch-Republikeinse Partij vond dat de toekomst van het land lag in het westen en niet in het drijven van handel met de Oude Wereld.
In 1795 sloot de Verenigde Staten uiteindelijk een akkoord met de Barbarijse staten. Voor de betaling van 1 miljoen dollar losgeld werden 115 zeelieden vrijgelaten en beloofden de Barbarijse staten in de toekomst geen Amerikaanse schepen meer aan te vallen. Dit bedrag was op dat moment een zesde van het totale budget van de federale overheid.
De Barbarijse staten bleven echter telkens een verhoging van de financiële bijdrage eisen. Dit leidde in de Verenigde Staten tot het besluit om een Ministerie van Marine in het leven te roepen.
Uit verschillende brieven en getuigenissen van gevangengenomen zeelieden bleek dat hun gevangenschap gelijkstond aan slavernij. Het was echter een andere vorm van slavernij dan de Amerikaanse en Europese landen op dat moment kenden. De gevangenen hadden de mogelijkheid om voor zichzelf welvaart en bezit te vergaren en ook om een carrière te maken. Zo wist James Leander Cathcart bijvoorbeeld op te klimmen tot de rang van adviseur van de Algerijnse bei. Tegelijkertijd moesten vele gevangenen ook hard werken en waren gehuisvest in slechte omstandigheden. Zij kregen een slechte behandeling en leden aan ziekte en honger. Toen deze berichten de Verenigde Staten bereikten, drongen steeds meer Amerikaanse burgers er bij de overheid op aan om in te grijpen.

## Oorlog

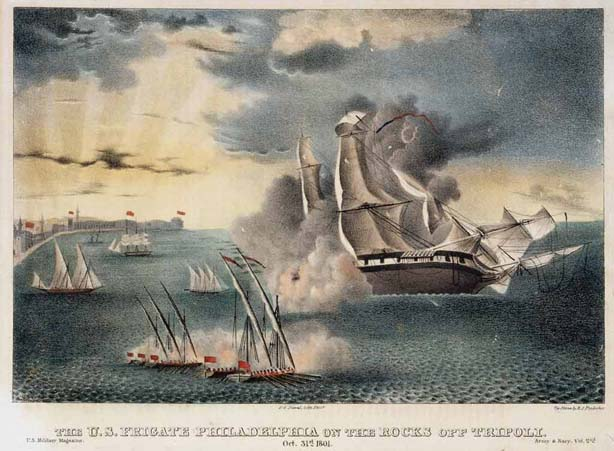
De USS Philadelphia aan de grond voor Tripoli

Vrij kort na de inauguratie van Jefferson als president eiste Yusuf Karamanli, de Pasja van Tripoli, een verhoging van de Amerikaanse bijdrage met $225.000. Jefferson weigerde en in mei 1801 verklaarde de Pasja de oorlog door volgens Barbarijs gebruik de vlaggenmast voor het Amerikaanse consulaat om te hakken. Algiers en Tunis hielden zich afzijdig in de oorlog.
Jefferson stuurde een klein fregat met schepen om Amerikaanse schepen en burgers te beschermen. In 1802 nam het Congres een wet aan waarbij het de Amerikaanse marine werd toegestaan ook aanvallen te verrichten op schepen die Tripoli als uitvalsbasis hadden. Op zee werd de Amerikaanse marine niet aangevallen. Het aantal Amerikaanse schepen breidde zich uit. De volgende schepen waren bij de actie betrokken: USS Argus, Chesapeake, Constellation, Constitution, Enterprise, Intrepid, Philadelphia en Syren. Zij stonden onder het commando van Edward Preble.
De Amerikaanse marineschepen werden op zee niet aangevallen en daarom besloot Preble in 1803 een blokkade in te stellen rondom de haven van Tripoli. In oktober van dat jaar slaagde echter de vloot van Tripoli erin de USS Philadelphia intact in handen te krijgen. Amerikaanse pogingen om het schip te laten zinken slaagden niet. William Bainbridge, de kapitein van het schip, werd samen met de bemanning aan land gebracht en daar als gijzelaar vastgehouden.
In de nacht van 16 februari 1804 leidde luitenant Stephen Decatur een klein contingent Amerikaanse mariniers aan land. Zij waren aan boord van een Tripoliaans zeilschip dat ze hadden ingenomen en dat was omgedoopt als de USS Intrepid. Daarmee lukte het hen om de bewakers van de haven van Tripoli te misleiden. Zij gingen aan boord van de 'Philadelphia' en staken het schip in brand.
Preble ging op 14 juli 1804 over tot de aanval. De USS Intrepid werd, geladen met explosieven, de haven van Tripoli ingestuurd. Daar moest het zichzelf tot ontploffing brengen. Het schip explodeerde echter voordat het de haven kon bereiken. Daarbij verloren kapitein Richard Somers en de bemanning het leven.
Het keerpunt in de oorlog was de Slag bij Derna. In april 1805 leidde generaal William Eaton een groep die bestond uit 8 Amerikaanse mariniers en 500 Griekse, Arabische en Berberse huursoldaten vanaf Egypte door de woestijn, richting de in Cyrenaica gelegen stad Derna. De stad werd ingenomen. Dit was de eerste keer dat de Amerikaanse vlag werd gehesen op buitenlands grondgebied.
Intussen begon Tripoli zelf ook de gevolgen van de blokkade te merken. Yussif Karamanli was ook bang dat zijn oudere broer Jamet Karamanli door al het ongenoegen de macht zou grijpen. De Verenigde Staten hadden hem al beloofd hem aan te stellen als nieuwe leider van Tripoli. Yussuf Karamanli besloot daarom de onderhandelingen te openen. Op 4 juni 1805 werd er een akkoord gesloten. De Verenigde Staten betaalden $60.000 en in ruil daarvoor werden alle Amerikaanse gevangen vrijgelaten.

## Nasleep
De regering van Jefferson maakte een onderscheid tussen het betaling van schatting of losgeld. Generaal Eaton bleef echter zijn hele leven verbitterd omdat hij vond dat de verovering van Derna gebruikt had moeten worden als troef om alle Amerikaanse soldaten zonder betaling los te krijgen. Ook vond hij dat de Amerikanen hun belofte niet na kwamen om Jamet Karamanli effectief aan te stellen als nieuwe leider. Er werd niet echt naar hem geluisterd.
Na de oorlog verplaatste de aandacht van de Verenigde Staten zich naar een conflict met Engeland over de handel met Frankrijk. Dit conflict leidde tot de  Oorlog van 1812. De Barbarijse piraten zagen hun kans schoon en begonnen opnieuw met aanvallen op Amerikaanse en Europese handelsschepen op de Middellandse Zee. Dit zou uiteindelijk uitmonden in de Tweede Barbarijse Oorlog waarbij definitief een einde werd gemaakt aan de Barbarijse piraterij.